# Manuel Piñero

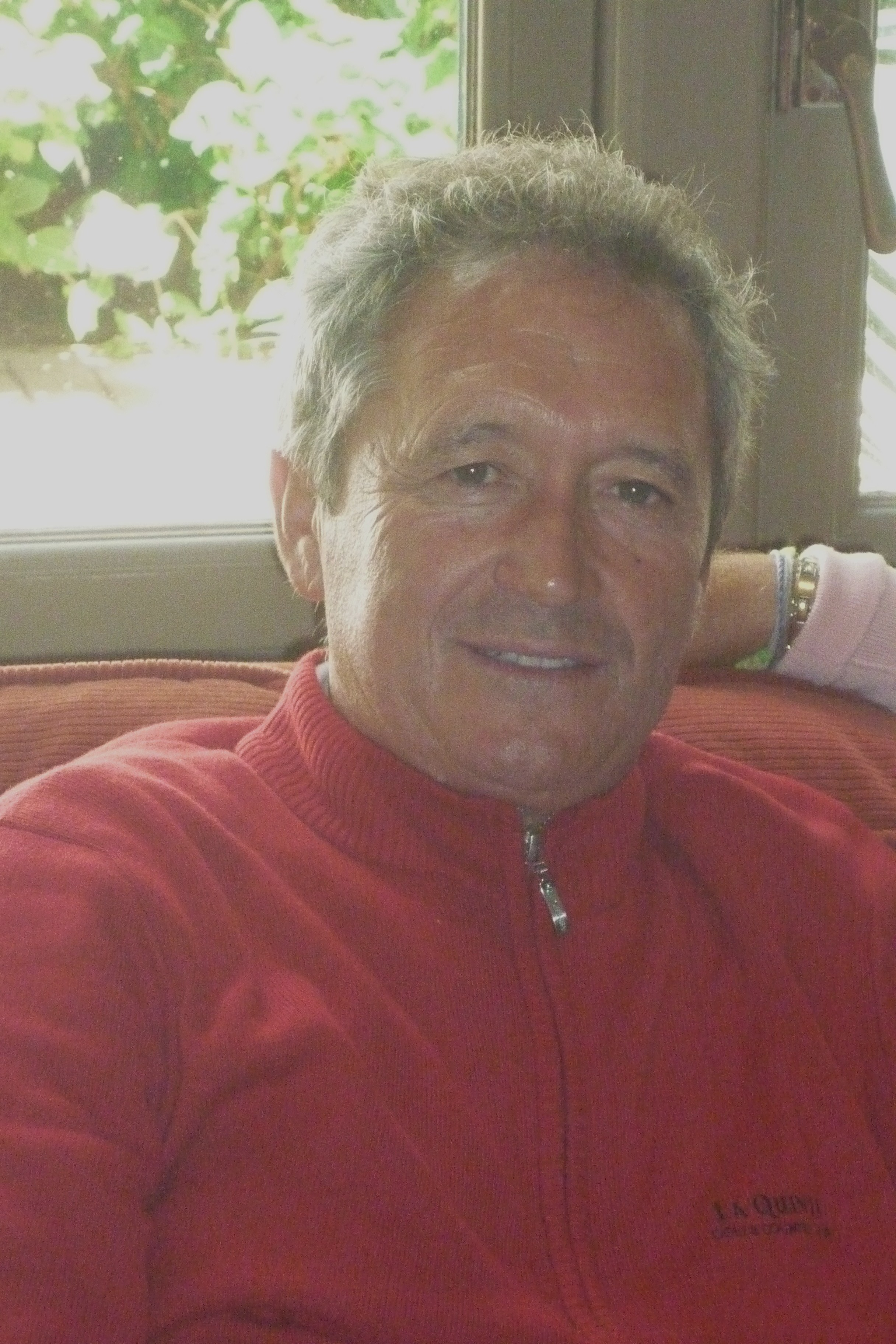

Manuel Piñero (Badajoz, 1 september 1952) is een Spaanse golfprofessional.
Piñero is een van de succesvolle golfprofessionals die als caddie begonnen zijn. Zijn ouders verhuisden naar Madrid toen hij een kleine jongen was. Daar werd hij caddie op de Club de Campo Villa de Madrid.

## Professional

### Tourspeler
Hij werd in 1968 professional en speelde op de Europese PGA Tour sinds het begin van de 70'er jaren, waar hij een van de jongste spelers was. Hij behaalde 9 overwinningen, waarvan het British PGA Championship in 1977 de belangrijkste is. Hij had altijd dezelfde caddie, Jimmy (†1997).

In de Order of Merit stond hij vijfmaal in de Top-10.

### Marbella
Piñero woont sinds 1989 in Marbella en heeft de golfschool opgericht op de La Quinta Golf & Country Club. Hij is getrouwd met Angelines en heeft twee dochters, Laura en Natalie.
Sinds hij vijftig jaar is speelt hij op de European Seniors Tour. Ook besteedt hij tijd aan het ontwerpen van golfbanen. In 2005/2006 bracht hij veranderingen aan op de Golf del Sur.

## Successen

### Nationaal
Piñero werd Spaans kampioen in 1973, 1974, 1983, 1984 en 1989. Bovendien won hij de teamkampioenschappen in 1976 met Salvador Balbuena, in 1984 met Antonio Garrido en in 1985 met zijn broer Alfonso.

### Europese Tour
- 1974: Madrid Open
- 1976: Swiss Open
- 1977: British PGA Championship
- 1980: Mazda Cars English Classic
- 1981: Madrid Open, Swiss Open
- 1982: European Open Championship
- 1985: Cepsa Madrid Open, Italian Open

### Teams
Piñero speelde tweemaal voor Europa in de Ryder Cup. In 1981 versloeg hij Jerry Pate met 2 & 1 in de singles. In 1985 claimde hij vier van de vijf punten in zijn team, waardoor Europa voor het eerst sinds 1957 de overwinning behaalde. Hij versloeg onder andere Lanny Wadkins met 3 & 1 in de singles.
Piñero was negen keer lid van het Spaanse team bij de World Cup, en won tweemaal (1976, 1982). In 1982 won hij ook de individuele titel.
- Ryder Cup (namens Europa): 1981, 1985 (winnaars)
- Alfred Dunhill Cup: 1985
- World Cup: 1974, 1976 (winnaar met Seve Ballesteros), 1978, 1979, 1980, 1982 (individueel en team winnaar met José Maria Cañizares), 1983, 1985, 1988
- Hennessy Cognac Cup: 1976, 1978, 1980, 1982
- Double Diamond: 1974, 1976